# Vrbaíta
La vrbaíta es un mineral sulfosal, de la clase de los minerales sulfuros. Fue descubierta en 1912 en las minas de Allchar al sur del municipio de Kavadarci (Macedonia del Norte), siendo nombrada así en honor del profesor Karel Vrba, mineralólogo checo. Sinónimo poco usado es: urbaíta.

## Características químicas
Es una sulfosal, un sulfuro-arseniuro-antimoniuro de mercurio y talio, que cristaliza en el sistema cristalino ortorrómbico.

## Formación y yacimientos
Se encuentra solo en las minas del sur de Macedonia del Norte cerca de la frontera con Grecia donde fue descubierto, en un yacimiento de alteración hidrotermal con minerales sulfatos del talio y arsénico. Suele encontrarse asociado a otros minerales como: rejalgar u oropimente.

## Usos
Es extraído junto a otros sulfuros como mena de los elementos que lleva, debiendo tomarse precauciones en su manipulación pues tanto el talio como el mercurio o el arsénico son venenos peligrosos para la salud.